# Due fantasie memorabili
Due fantasie memorabili è un romanzo scritto da Jorge Luis Borges e Adolfo Bioy Casares nel 1946.